# Râul Slatina, Leșunțu Mare
Râul Slatina este un curs de apă, afluent al râului Leșunțu Mare. Confluența cu râul Slatina definește limita amonte a sectorului pe care este permis pescuitul pe râul Leșuntu Mare.